# 王祝翔
王祝翔（1932年—），男，浙江余姚人，中国实验物理学家，曾任中国科学院高能物理研究所副研究员。与王淦昌、丁大钊合作的“反西格马负超子的发现”获1982年国家自然科学奖一等奖。